# بريدراج ساماردجيسكي
بريدراج ساماردجيسكي (بالمقدونية: Предраг Самарџиски)‏ مواليد 11 أبريل 1986 في سكوبيه، جمهورية يوغوسلافيا الاشتراكية الاتحادية، هو لاعب كرة سلة مقدوني. بدأ مسيرته الاحترافية في سنة 2004. يلعب مع نادي ميغا لكرة السلة كلاعب وسط. يحمل الرقم 55.

## المسيرة الاحترافية
لعب مع نادي بارتيزان لكرة السلة في موسم 2004–2005، ثم لعب مع ليتوفوس رايتس من سنة 2011 إلى 2013، ثم لعب مع نادي ريد ستار لكرة السلة في سنة 2013، ثم لعب مع إم زد تي سكوبيه في موسم 2014–2015، ثم لعب مع نادي ميغا لكرة السلة في سنة 2015.

## إحصائيات المسيرة

### الدوري الأوروبي
| السنة   | الفريق                   | لعب | بدأ | دقيقة | ميداني% | ثلاثية | حرة  | ارتداد | صنع | استلاب | تصدي | نقطة | أداء |
| ------- | ------------------------ | --- | --- | ----- | ------- | ------ | ---- | ------ | --- | ------ | ---- | ---- | ---- |
| 2004–05 | نادي بارتيزان لكرة السلة | 11  | 4   | 13.3  | .440    | .000   | .250 | 2.9    | 0.5 | 0.8    | 0.4  | 2.5  | 0.9  |
| 2005–06 | نادي بارتيزان لكرة السلة | 2   | 0   | 3.0   | .000    | .000   | .000 | 2.0    | 0.0 | 0.0    | 0.0  | 0.0  | 0.0  |
| 2012–13 | ليتوفوس رايتس            | 10  | 8   | 15.3  | .457    | .000   | .563 | 3.3    | 0.5 | 0.2    | 0.9  | 5.1  | 3.9  |
| المسيرة |                          | 23  | 12  | 13.2  | .438    | .000   | .389 | 3.0    | 0.4 | 0.5    | 0.6  | 3.4  | 2.1  |

## روابط خارجية
- بريدراج ساماردجيسكي على موقع الاتحاد الدولي لكرة السلة (الإنجليزية)
- بريدراج ساماردجيسكي على موقع الدوري الأوروبي لكرة السلة (الإنجليزية)
- بريدراج ساماردجيسكي على موقع كرة السلة الأوروبية.كوم (الإنجليزية)
- بريدراج ساماردجيسكي على موقع ريلجم (الإنجليزية)
- بريدراج ساماردجيسكي على موقع بروبوليرز (الإنجليزية)